# Calico M950
Calico M950 patří k nejneobvyklejším konstrukcím moderních pistolí. Svým pojetím se spíše blíží samopalu, i když umožňuje pouze střelbu jednotlivými ranami. Zbraň se drží oběma rukama. Nejzajímavějším konstrukčním prvkem zbraně je spirálový zásobník na 50 nebo na 100 nábojů, uspořádaných rovnoběžně s podélnou osou zbraně, který je připevněn na horní straně pistole.
Celková délka pistole je 365 mm, hmotnost pistole je 1 kg. Díky delší hlavni lze s pistolí vést mířenou střelbu na vzdálenost 60 m. Zbraň používá polouzamčený závěr brzděný válečky podobně jako MP5.
Zbraň nebyla příliš spolehlivá, především její složitý zásobník měl tendence selhávat při podávání nábojů. Ozbrojené složky o tuto zbraň nejevily zájem a ani ze strany civilního sektoru nebyl valný zájem. Zbraň tak byla vyráběna jen v malém počtu.